# Onze-Lieve-Vrouw Ter Druivenkapel

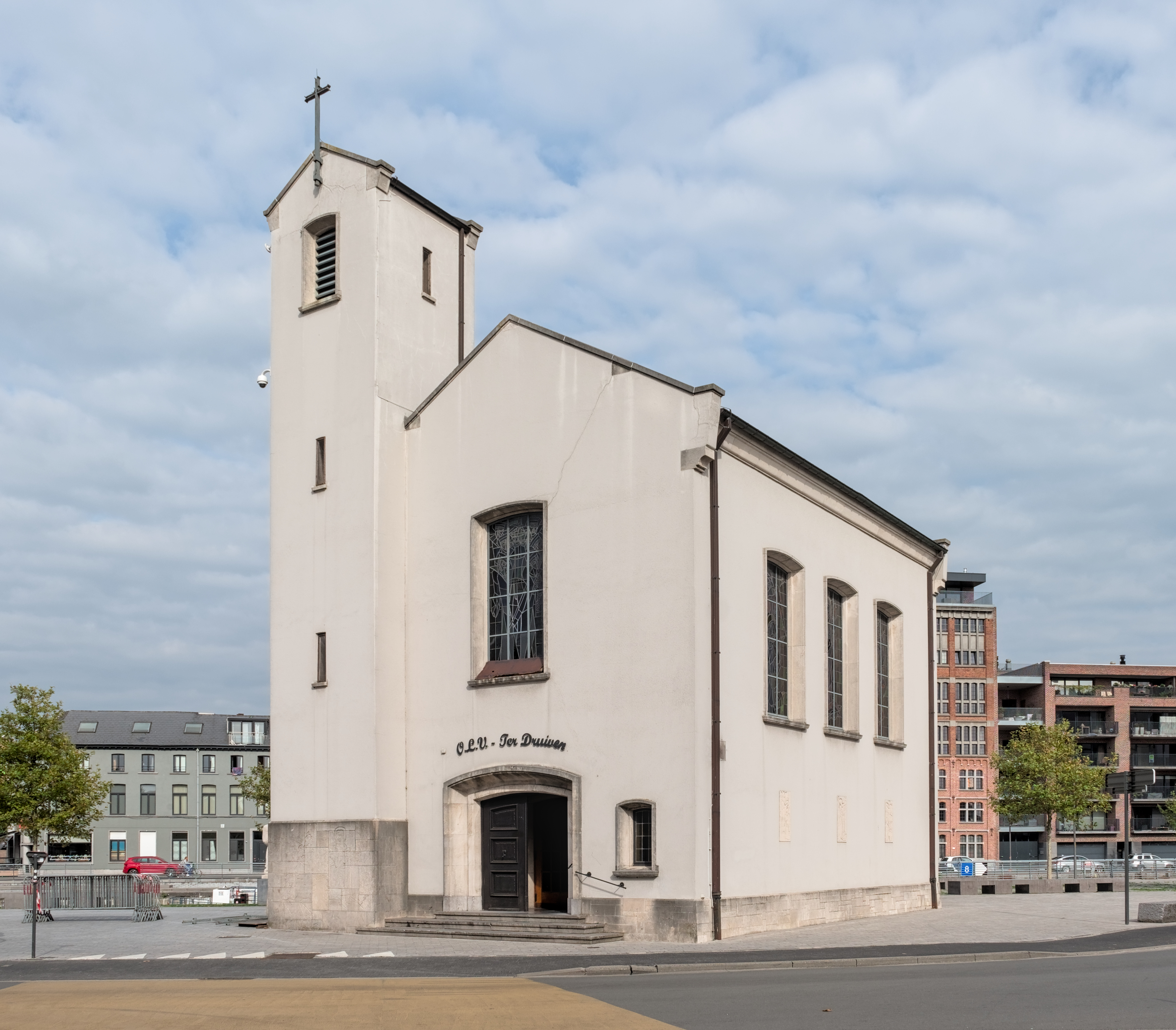
Onze-Lieve-Vrouw Ter Druivenkapel

De Onze-Lieve-Vrouw Ter Druivenkapel is een grote kapel in de Oost-Vlaamse plaats Aalst, gelegen aan de Werf.

## Geschiedenis
De kapel bevindt zich aan de oever van de Dender. Naar verluidt zou hier in 681 een kapel hebben gestaan, die door Sint-Amandus zou zijn gesticht omdat daar een miraculeus beeld was gevonden. De kapel werd door de Vikingen verwoest en in 1183 herbouwd. Toen fungeerde de kapel als parochiekerk en bedevaartoord. Ook in 1363 werd de kapel herbouwd.
In 1782 werd een nieuwe kapel gebouwd in classicistische stijl. Van 1792-1805 werd de kapel gesloten door het Franse bewind. In 1921 kreeg de kapel een beschermde status, maar hij werd verwoest in 1940.
In 1955-1956 werd een nieuwe kapel gebouwd in moderne stijl, naar ontwerp van Stani De Neef en Alfons Singelijn.